# Американо-коста-риканские отношения
Американо-коста-риканские отношения — двусторонние дипломатические отношения между США и Коста-Рикой. 

## История
Соединенные Штаты установили дипломатические отношения с Коста-Рикой в 1851 году, после обретения ей независимости от Испании и роспуска Соединённых Провинций Центральной Америки. США и Коста-Рики имеют тесные и дружественные отношения, основанные на взаимном уважении демократии и прав человека, свободы торговли и других общих ценностей. Обе страны имеют надежное двустороннее сотрудничество между правоохранительными органами.
Около 120 тысяч американских граждан постоянно проживает в Коста-Рике, более чем 1,2 миллиона американцев посещает Коста-Рику с туристической целью каждый год.

## Двусторонние экономические отношения
Соединенные Штаты являются самым важным торговым партнёром Коста-Рики. Экспорт из США в Коста-Рику: машины, нефть, сельскохозяйственные продукты, пластмасса, полупроводники. Импорт США из Коста-Рики: компьютерные аксессуары, полупроводники, медицинские инструменты, ананасы и бананы, кофе.